# G.Jakkanahalli, Kadur
G.Jakkanahalli là một làng thuộc tehsil Kadur, huyện Chikmagalur, bang Karnataka, Ấn Độ.